# Бландінсвілл (Іллінойс)
Бландінсвілл (англ. Blandinsville) — селище (англ. village) в США, в окрузі Макдоно штату Іллінойс. Населення — 569 осіб (2020).

## Географія
Бландінсвілл розташований за координатами 40°33′15″ пн. ш. 90°52′5″ зх. д. / 40.55417° пн. ш. 90.86806° зх. д. (40.554139, -90.868055).  За даними Бюро перепису населення США в 2010 році селище мало площу 2,28 км², уся площа — суходіл.

## Демографія
Згідно з переписом 2010 року, у селищі мешкала 651 особа в 308 домогосподарствах у складі 200 родин. Густота населення становила 285 осіб/км².  Було 355 помешкань (156/км²).
Расовий склад населення:
| - 98,5 % — білих - 0,5 % — азіатів |

До двох чи більше рас належало 0,8 %. Частка іспаномовних становила 0,6 % від усіх жителів.
За віковим діапазоном населення розподілялося таким чином: 18,3 % — особи молодші 18 років, 62,7 % — особи у віці 18—64 років, 19,0 % — особи у віці 65 років та старші. Медіана віку мешканця становила 45,3 року. На 100 осіб жіночої статі у селищі припадало 100,3 чоловіків;  на 100 жінок у віці від 18 років та старших — 100,0 чоловіків також старших 18 років.
Середній дохід на одне домашнє господарство  становив 48 811 долар США (медіана — 41 429), а середній дохід на одну сім'ю — 61 258 доларів (медіана — 54 231). Медіана доходів становила 54 271 долар для чоловіків та 32 045 доларів для жінок. За межею бідності перебувало 19,0 % осіб, у тому числі 29,0 % дітей у віці до 18 років та 11,7 % осіб у віці 65 років та старших.
Цивільне працевлаштоване населення становило 349 осіб. Основні галузі зайнятості: освіта, охорона здоров'я та соціальна допомога — 22,9 %, роздрібна торгівля — 22,6 %, виробництво — 18,1 %.